# 歐克拉提德二世
歐克拉提德二世（救主）,（希臘語：Ευκρατιδου ο Σωτηρ），希臘-巴克特里亞國王。統治期間約為公元前145年到公元前140年間，可能是歐克拉提德一世的兒子並繼承他的位子，統治時間不長。
歐克拉提德二世早年似乎與其父共治，而後期的錢幣冠上頭銜 "救主"，顯示他之後完全執政。歐克拉提德二世逝世，巴克特里亞王國最後一位君主赫利奧克勒斯一世(可能同個王朝)，被北方遊牧民族塞人或大月氏入侵，使希臘人被逐出巴克特里亞。